# Tessenderlo Group
Tessenderlo Group er et belgisk multinationalt industriselskab. Det blev etableret i Tessenderlo, Belgien, i 1919 som Produits Chimiques de Tessenderloo. De fokuserer på produktion, handel og markedsføring af kunstgødning og plantebeskyttelsesmidler. Desuden har de virksomhed indenfor energi, maskiner og fødevareingredienser. I 2017 havde de 4.547 ansatte og en omsætning på 1,657 mia. euro.